# Głąb (Ort)
Głąb (deutsch Neumühl) ist ein Wohnplatz in der Woiwodschaft Westpommern in Polen. Er liegt in der Gmina Kołobrzeg (Landgemeinde Kolberg).

## Geographische Lage
Der Wohnplatz liegt in Hinterpommern, etwa 100 Kilometer nordöstlich von Stettin, an einer Straße, die von der Woiwodschaftsstraße 102 im Süden zu dem Dorf Drzonowo (Drenow) im Norden führt.

## Geschichte
Die erste überlieferte Nachricht stammt aus dem Jahre 1747, als Mathias Döring von Somnitz, der damalige Gutsbesitzer von Drenow, die bis dahin zum Gut gehörende sogenannte Neue Mühle verkaufte. Die Mühle war damals eine Wassermühle am Kreiherbach. Später wurde die Wassermühle durch eine Dampfmühle ersetzt. Zur Mühle gehörte ein Mühlengut mit (Stand 1919) 53 Hektar Land. 
Zur Zeit der letzten deutschen Eigentümer war der Besitz von Neumühl vor 1945 geteilt. Ein Ewald Thömke bewirtschaftete als Müller die Mühle und besaß 14 Hektar Land, sein Bruder Herbert Thömke bewirtschaftete als Bauer 36 Hektar Land. 
Bis 1945 gehörte Neumühl zur Landgemeinde Drenow und mit dieser zum Kreis Kolberg-Körlin der preußischen Provinz Pommern.
Nach 1945 kam Neumühl, wie ganz Hinterpommern, an Polen. Es erhielt den polnischen Ortsnamen Głąb. Głąb gehört zum Schulzenamt Drzonowo in der Gmina Kołobrzeg (Landgemeinde Kolberg). 

## Entwicklung der Einwohnerzahlen
- 1816: 08[1]
- 1864: 08[1]
- 1885: 14[1]
- 1895: 13[1]
- 1905: 13[1]